# Misterios romanos
Misterios romanos es una colección de 17 libros escritos por Caroline Lawrence. A continuación, están los 17 libros de la colección, el primero, llamado Ladrones en el foro fue escrito en 2001

## Libros de la serie
- Ladrones en el foro (The Thieves of Ostia, 2001)
- Los secretos del Vesubio (The Secrets of Vesuvius, 2001)
- Los piratas de Pompeya (The Pirates of Pompeii, 2002)
- Asesinos en Roma (The Assassins of Rome, 2002)
- Los delfines de Laurentum (The Dolphins of Laurentum, 2003)
- Los doce trabajos de Flavia Gémina (The Twelve Tasks of Flavia Gemina, 2003)
- Los enemigos de Júpiter (The Enemies of Jupiter, 2003)
- Los gladiadores de Capua (The Gladiators from Capua, 2004)
- El coloso de Rodas (The Colossus of Rhodes, 2005)
- El fugitivo de Corinto (The Fugitive from Corinth, 2005)
- Las sirenas de Sorrento (The Sirens of Surrentum, 2006)
- El auriga de Delfos (The Charioteer of Delphi, 2006)
- The Slave-girl from Jerusalem (The Slave-girl from Jerusalem, 2007)
- The Beggar of Volubilis (The Beggar of Volubilis, 2007)
- The Scribes from Alexandria (The Scribes from Alexandria, 2008)
- The Prophet from Ephesus (The Prophet from Ephesus, 2009)
- The Man from Pomegranate Street (The Man from Pomegranate Street, 2009)

- I - II. El caso de la moneda desaparecida (Ejemplar gratuito de 29 páginas)

## Personajes principales
| Personajes     | Descripción |
| Flavia Gémina  | Es hija del Capitán Gémino, es muy ingeniosa y es vecina de Jonatán                                                                        |
| Nubia          | Es una niña africana, se la llevaron de su país como esclava y Flavia la compró porque tuvo compasión de ella                              |
| Jonatán        | Es hijo de Mardoqueo y hermano de Miriam. Es judío aunque cree en Jesucristo. Es vecino de Flavia Gémina                                   |
| Lupo           | Es mudo y antes de que se hiciera amigo de Flavia, Jonatán y Nubia, era un mendigo, y es un ayudante magnífico para la pandilla.           |
| Capitán Gémino | Es el padre de Flavia y viudo de Myrtilla. Es un marinero y el nombre de su barco también se llama como su mujer.                          |
| Mardoqueo      | Es el padre de Jonatán y de Miriam. Es un médico que tuvo que salir de Jerusalén con sus hijos cuando el Emperador Tito asedió esa ciudad. |
| Miriam         | Es hija de Mardoqueo, y hermana de Jonatán. Es judía aunque cree en Jesucristo y vecina de Flavia.                                         |

## Personajes secundarios
| Personajes             | Descripción |
| Aristo                 | Es preceptor de Flavia Gémina, hija del Capitán Gémino y en El Fugitivo de Corinto Flavia y sus amigos lo persiguen creyendo que ha intentado asesinar al capitán Gémino, pero se descubre que fue el hermano de Aristo. Aparece en todos los libros, en algunos al menos mencionado. |
| Pulcra                 | Hija de Publio Polio Félix, amiga de Flavia. Aparece en Los piratas de Pompeya y en Las sirenas de Sorrento |
| Tito Flavio Vespesiano | Emperador en el año 79 y 80 d.c , la época en la que sucede la historia. Aparece en Los asesinos de Roma, Los enemigos de Júpiter, Los gladiadores de Capua y en El auriga de Delfos                                                                                                  |
| Escopas                | Auriga de carreras basado en Escorpo, un auriga que llegó a ganar más de 2000 carreras y que aparece en El auriga de Delfos |
| Cayo Gémino            | Tío de Flavia y hermano del capitán Gémino, aparece en Los secretos del Vesubio y es mencionado en Las sirenas de Sorrento y El auriga de Delfos |
| Venalicio              | Es tío de Lupo y traficante de esclavos y aparece en Los piratas de Pompeya y en Los delfines de Laurentum |
| Publio Polio Félix     | Es padre de Pulcra y esposo de Pola Argentaria, exesposa de Lucano y Flavia está enamorado de él. Aparece en Las sirenas de Sorrento y en Los piratas de Pompeya |

- Datos: Q3025689